# Alphonse Bourgasser
Alphonse Bourgasser, né le 26 octobre 1932 à Hayange, est un homme politique français apparenté UDF.

## Détail des fonctions et des mandats
Mandat parlementaire
- 2 avril 1993 - 21 avril 1997 : député de la 10e circonscription de la Moselle

Mandats locaux
- mars 1971 - mars 1977 : maire d'Hayange
- 27 mars 1987 - 25 juin 1995 : maire d'Hayange
- 1988 - 1994 : conseiller général du canton d'Hayange